# Gymnasium Fridericianum
A Gymnasium Fridericianum humán gimnázium Erlangen keleti részén, a Sebaldussiedlungban. 
Első idegen nyelvként latint oktatnak, a második évben angol jön hozzá, a nyolcadik osztálytól pedig ógörögöt is tanulnak a diákok. A tizedik osztályban le lehet adni a latint és helyette spanyolt kezdeni.
A Humblatt újság 32 éve létezik a Gymnasium Fridericianumban, évente 2-3 szor jelenik meg. Már több díjat is nyert, többek között a harmadik helyet a szövetségi elnök által szervezett iskolaújság-versenyben.

## Története
Friedrich von Brandenburg-Bayreuth őrgróf alapította az iskolát 1745-ben Gymnasium Illustre Erlangense néven, eredetileg azzal a céllal, hogy a két évvel korábban alapított Friedrich Alexander Egyetemre több diákot előkészítsen.
A gimnázium először a favásárnál (mai név: Hugenottenplatz), egy régi, lovasakadémiához tartozó épületben volt, 1828-ban átkerült az úgynevezett Hosszú Házba (Színház utca 3), 1879-ben az Obere Karl utcába költözött a gimnázium, ahol eredetileg egy református temető volt. Az utolsó költözés 1968-ban történt a Sebaldus utca 37-be. Azután az Obere Karl utcai épületet lebontották, helyét 1970-1974-ben az új egyetemi könyvtár foglalte el. A régi lovasakadémiai épületet 1958-ban bontották le. A mai Sebaldus utcában Wilhelm Uhlig Schiller-szobra áll (nem Friedrich Schillert ábrázolja, hanem a modell családneve volt Schiller).

## Korábbi iskolaigazgatók
- 1745 Friedrich Oertel (1706–1748), 1736-tól az ékesszólás és költészet professzora
- 1820–1862 Ludwig von Döderlein (1791–1863)
- 1885–1899 Adolf Westermeyer
- Dr. Bullemer 1933-ban állítólagos árulás miatt őrizetbe vették
- 1933-41 Paul Kegler
- 1946 Paul Kegler, ismét
- 1950 Ernst Höhne
- Hans Strohm
- 1970-71 Leo J. Suschko

## Híres diákok
- Georg Simon Ohm (1789–1854), német fizikus
- Friedrich von Ammon (1791–1855), német professzor és teológus
- August Ebrard (1818–1888), német református teológus
- Hans Geiger (1882–1945), német fizikus, a Geiger–Müller-cső feltalálója
- Ernst Penzoldt (1892–1955), író, festő, szobrász és karikaturista
- Elke Sommer (*1940), német szinésznő, énekes, rendező és festő
- Heinrich von Pierer (*1941), hosszú ideig a Siemens AG igazgatótanácsának  és felügyeletének vezetője
- Michael Holm (egyébként: Lothar Walter; *1943), ismert német énekes, zenész, producer és zeneszerző
- Ulrich Strunz (*1943), orvos, triatleta, könyvíró ("Fitnesspapst")
- Johannes Friedrich (*1948), evangélikus teológus, a bajorországi evangélikus templom püspöke
- Joachim Herrmann (*1956), politikus, Bajorország belügyminisztere
- Ágnes Relle (*1959), német-magyar fordító
- Florian Schwarthoff (*1968), könnyűatléta

## Híres tanárok
- Christine Korten, Dr., német, latin
- Erich Mulzer (1929–2005), gimnáziumi professzor, Dr., német, történelem, földrajz, társadalomismeret, a nürnbergi óváros baráti körének vezetője
- Jens Holzhausen (*1962, 2006 óta) Prof. Dr., latin, görög, evangélikus hittan
- Hermann Künneth (1892–1975), mathematikus

## Fordítás
Ez a szócikk részben vagy egészben  a   Gymnasium Fridericianum című német Wikipédia-szócikk fordításán alapul.  Az eredeti cikk szerkesztőit annak laptörténete sorolja fel. Ez a jelzés csupán a megfogalmazás eredetét és a szerzői jogokat jelzi, nem szolgál a cikkben szereplő információk forrásmegjelöléseként.